# Tram ACEGAT serie 429-448
Le vetture tranviarie serie 429 ÷ 448 dell'ACEGAT sono state motrici tranviarie urbane, in servizio a Trieste e a Roma.

## Storia
In seguito all'ampliamento della rete tranviaria di Trieste avvenuto a fine anni venti si rese necessario rinnovare il parco rotabili: furono quindi commissionati alle Officine Meccaniche della Stanga di Padova nuovi tram a carrelli. Tra il 1933 e il 1938 l'azienda patavina, in collaborazione con il Tecnomasio Italiano Brown Boveri, consegnò in due serie all'ACEGAT 28 motrici a carrelli (serie 401 ÷ 428) di stile classico. Dal 1939 le officine padovane (ancora in collaborazione con la milanese TIBB per quanto riguardava carrelli ed equipaggiamento elettrico) consegnarono alla rete triestina una nuova serie di 20 tram, caratterizzata da forme più aerodinamiche e leggermente più lunghe delle motrici che le avevano precedute; anch'esse, come la serie 401 ÷ 428, erano bidirezionali.
A causa della Seconda guerra mondiale le consegne si dilatarono, e gli ultimi tram furono consegnati nel 1942. La guerra causò gravi danni a 8 tram (matricole 429, 434, 435, 436, 437, 438, 439 e 440) che furono ricostruiti tra il 1948 e il 1952 e resi monodirezionali.
Con la progressiva riduzione della rete tranviaria triestina, sei tram (matricole 443 ÷ 448) furono ceduti tra il 1960 e il 1965 alla romana STEFER, che li impiegò (previa trasformazione in tram monodirezionali e altre modifiche) sui due tronchi residui delle tranvie dei Castelli Romani, prevalentemente sulla linea dalla stazione Termini all'ippodromo delle Capannelle. A Roma i tram divennero noti con il soprannome di "triestine"

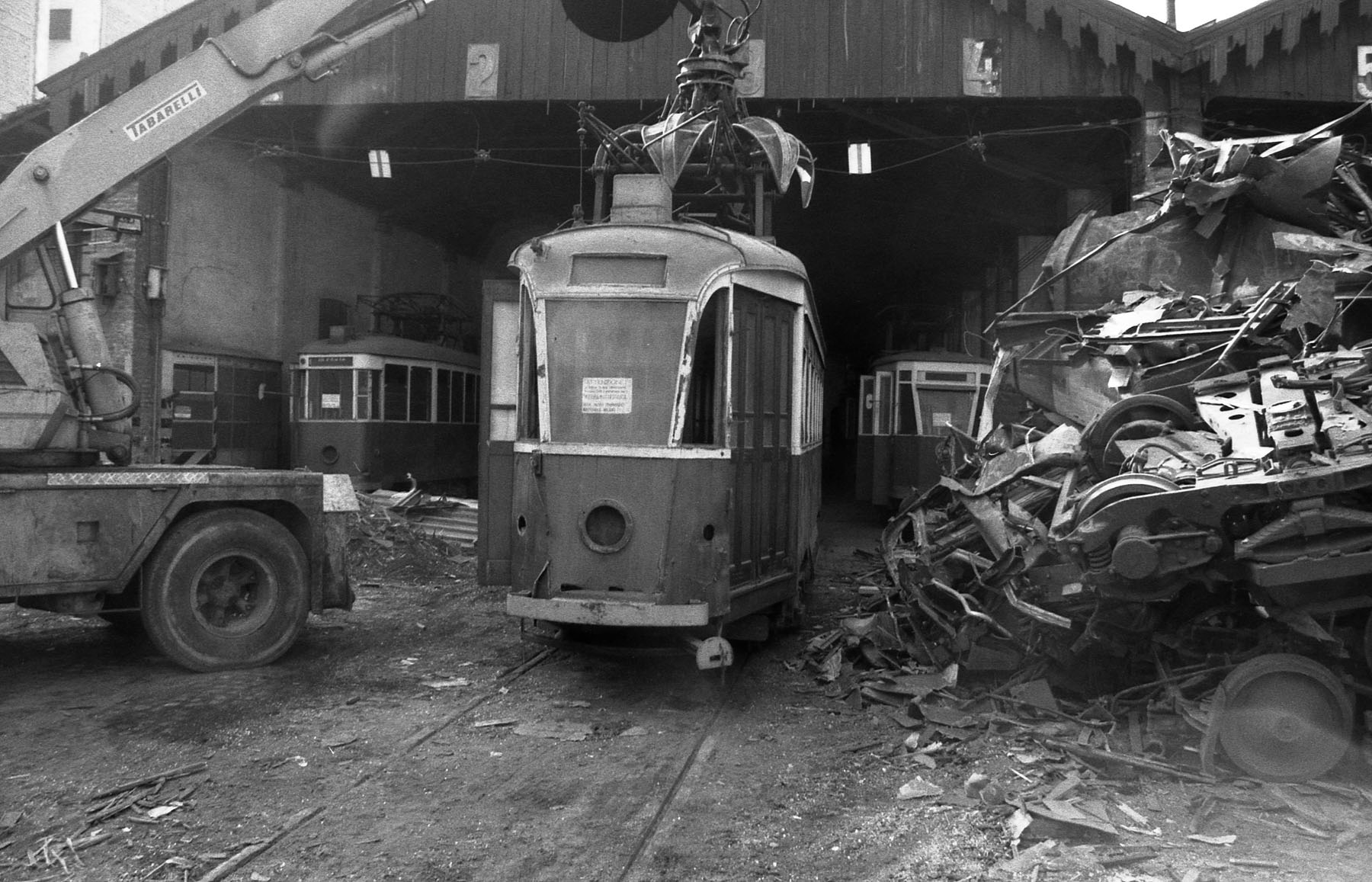
Una triestina in demolizione nel deposito STEFER a Roma 1992

Le vetture rimaste a Trieste continuarono il loro servizio (da sole o trainando – sino al 1966 – una rimorchiata a due assi) sino alla chiusura della rete tranviaria del capoluogo giuliano, avvenuta il 31 marzo 1970. Le vetture cedute alla STEFER, invece, prestarono servizio sino alla chiusura definitiva della rete dei Castelli, avvenuta nel 1980; passate nel 1976 nel parco ACOTRAL, una delle motrici, la nº 446, fu utilizzata nel 1977 per effettuare alcune corse di prova della linea aerea e degli impianti elettrici sulla linea A della costruenda metropolitana romana.

## Livree
Le vetture prestarono servizio a Trieste in colorazione verde chiaro-verde scuro; i mezzi ceduti alla STEFER furono riverniciati in bianco e blu.

## Unità conservate
Dei venti tram costruiti ne sono conservati al 2012 quattro:
- le motrici 442 e 446 sono conservate al Museo ferroviario di Trieste Campo Marzio;
- la motrice 447 è stata restaurata dall'Associazione Torinese Tram Storici (ATTS), che ne è proprietaria dal 2008[4];
- la motrice 448 è monumentata a Lanuvio[5].